# Markus C. Schulte von Drach

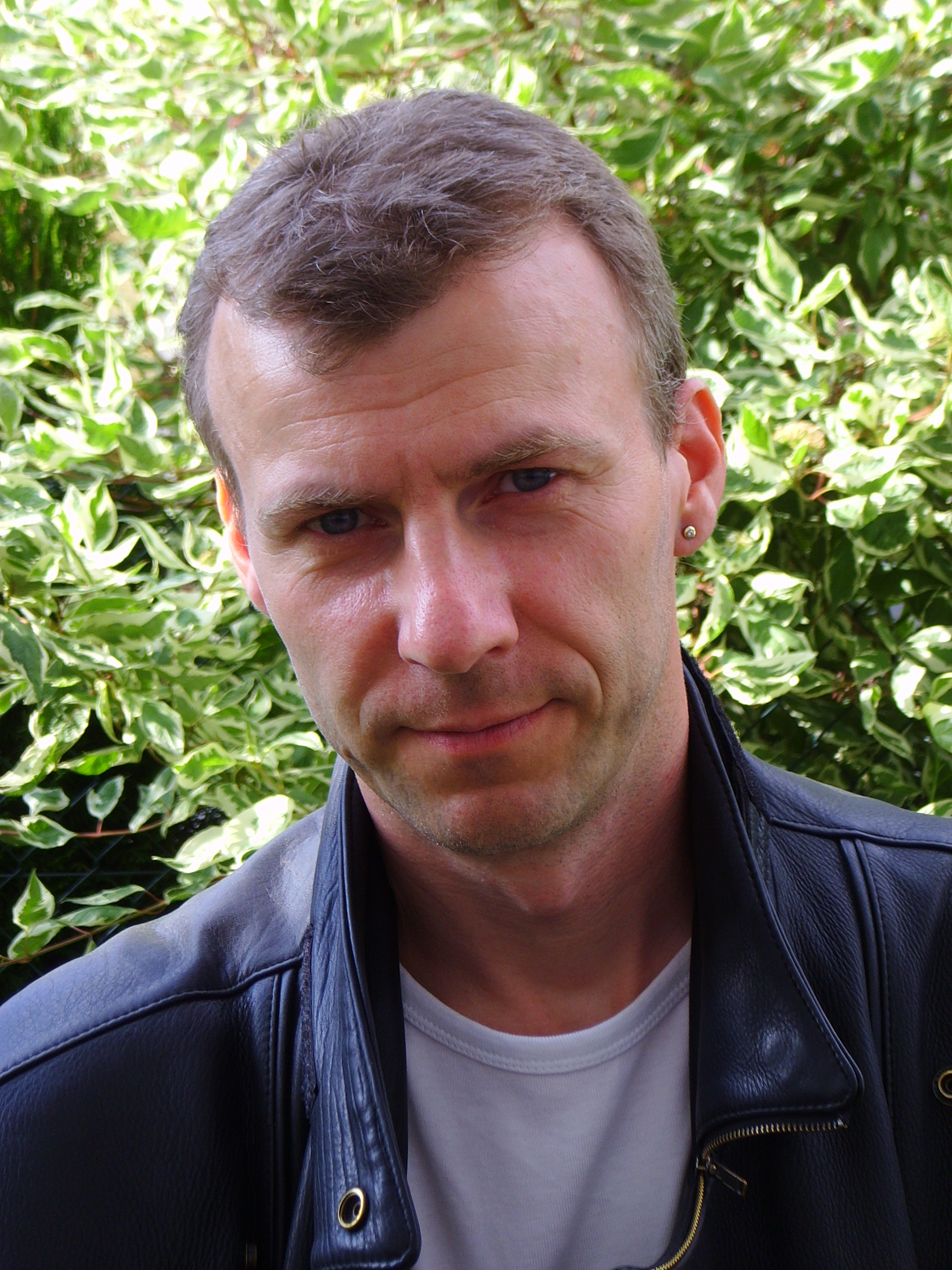
Markus C. Schulte von Drach

Markus Christian Schulte von Drach (* 5. Oktober 1965 in Dortmund) ist ein deutscher Wissenschaftsjournalist und Schriftsteller.

## Leben
Nach dem Studium der Biologie und Promotion bei Hubert Markl an der Universität Konstanz arbeitete Schulte von Drach als freier Journalist für diverse Zeitungen, darunter Süddeutsche Zeitung, Berliner Zeitung, Die Welt und Neue Zürcher Zeitung.
Von 1999 an war er als Freier Mitarbeiter bei der Süddeutschen Zeitung beschäftigt, seit 2000 arbeitet er bei Süddeutsche.de als Redakteur in den Ressorts Politik, Wissenschaft und Gesellschaft. Seine fachlichen Schwerpunkte sind die Hirnforschung, die Psychologie, die Verhaltensbiologie und die Biologie allgemein.
Schulte von Drach hat zwei Romane veröffentlicht, mit denen er den Lesern für die Gesellschaft wichtige Aspekte der Hirnforschung nahebringt, insbesondere die Gefahr der Bewusstseinsmanipulation und die Frage nach der Freiheit des Willens und der Schuldfähigkeit. In seinem dritten Roman setzt er sich kritisch mit den Themen Religion und Glauben, Atheismus, Evolution und Kreationismus auseinander.

## Positionen
2017 schrieb er einen Artikel in der Süddeutschen Zeitung, in dem er sich mit den gesellschaftlichen und moralischen Auswirkungen der globalen Erwärmung und weiterer Umweltprobleme auseinandersetzte. Darin forderte er eine Erweiterung des Freiheitsbegriffes, der die planetaren Grenzen mit einschließt. Die Philosophie, „alles kaufen und verkaufen zu können, was Menschen sich wünschen oder zu brauchen glauben“, sei nicht nur „verantwortungslos und unsozial“, sondern angesichts der globalen Erwärmung auch am Ende, da es sich die Menschheit eine große Verschwendung von Ressourcen nicht mehr leisten könne. Es gebe auch kein Recht auf diese „Freiheit des Verbrauchs“. Vielmehr höre „die Freiheit des einen [...] nicht nur dort auf, wo die Freiheit des anderen“ anfange, sondern „wo sie auf Kosten der Lebensgrundlagen anderer geht“, also von Menschen in Entwicklungsstaaten und von kommenden Generationen.

## Werke
- Furor. dtv, München 2005.
- Der fremde Wille. Kiepenheuer & Witsch, Köln 2009; Taschenbuch: Der Parasit. Knaur, München 2010.
- Mythos. Springer Spektrum, Heidelberg 2013.
- mit Lutz Wicke: Die Energiewende-Wende: mehr Klimaschutz, aber sozial- und wirtschaftsverträglich. Neumünster/Hamburg 2013, ISBN 978-3-529-05395-5.